# الک برگ
الک برگ (انگلیسی: Alec Berg؛ ‏۱۹۶۹/۱۹۷۰) فیلم‌نامه‌نویس سوئدی‌تبار اهل ایالات متحده آمریکا است. وی از سال ۱۹۹۱ میلادی تاکنون مشغول فعالیت بوده است.

## گزیدهٔ نقش‌آفرینی‌ها

### سینما
- گربه کلاه‌به‌سر
- دیکتاتور
- سفر به اروپا

### تلویزیون
- ساینفلد
- زیاد ذوق‌زده نشو
- سیلیکون ولی
- بری[۳]